# Alexandra Fletcher
Alexandra "Alex" Fletcher es una actriz inglesa, más conocida por haber interpretado a Jaqui Dixon en la serie Brookside.

## Biografía
Tiene un hermano, Bradley Fletcher.
El 15 de marzo de 2003, se casó con el actor Neil Davies, con quien tiene dos hijos, Yasmin Davies (junio de 2005) y Hanson Davies (3 de junio de 2016).

## Carrera
En 1990 se unió al elenco de la serie Brookside, donde interpretó a Jaqueline "Jacqui" Dixon-Farnham hasta el final de la serie en 2003.
Entre 2005 y 2006, apareció como invitada en series como M.I.T.: Murder Investigation Team y Doctors.
El 1 de septiembre de 2010, se unió al elenco principal de la exitosa serie británica Hollyoaks, donde interpreta a Diane O'Connor hasta ahora.

## Filmografía

### Series de televisión
| Año             | Título                            | Personaje       | Notas                     |
| --------------- | --------------------------------- | --------------- | ------------------------- |
| 2010 - presente | Hollyoaks                         | Diane O'Connor  | 525 episodios             |
| 2006            | Doctors                           | Zoe Fischer     | episodio "Dying for Love" |
| 2005            | M.I.T.: Murder Investigation Team | Lola Biartoulis | episodio # 2.1            |
| 1990 - 2003     | Brookside                         | Jacqui Dixon    | 59 episodios              |

### Películas
| Año  | Título          | Personaje               | Notas                  |
| ---- | --------------- | ----------------------- | ---------------------- |
| 2006 | Suburban Mayhem | Recepcionista del Salón | junto a Brendan Cowell |

### Apariciones
| Año  | Programa             | Notas        |
| ---- | -------------------- | ------------ |
| 2010 | Celebrity Masterchef | concursante  |
| -    | Why Don't You?       | presentadora |

## Premios y nominaciones
| Año  | Categoría                                         | Premio             | Serie     | Resultado |
| ---- | ------------------------------------------------- | ------------------ | --------- | --------- |
| 2019 | Best On-Screen Partnership (junto a Nick Pickard) | British Soap Award | Hollyoaks | Nominados |